# Locomotora de Vapor 240-2135

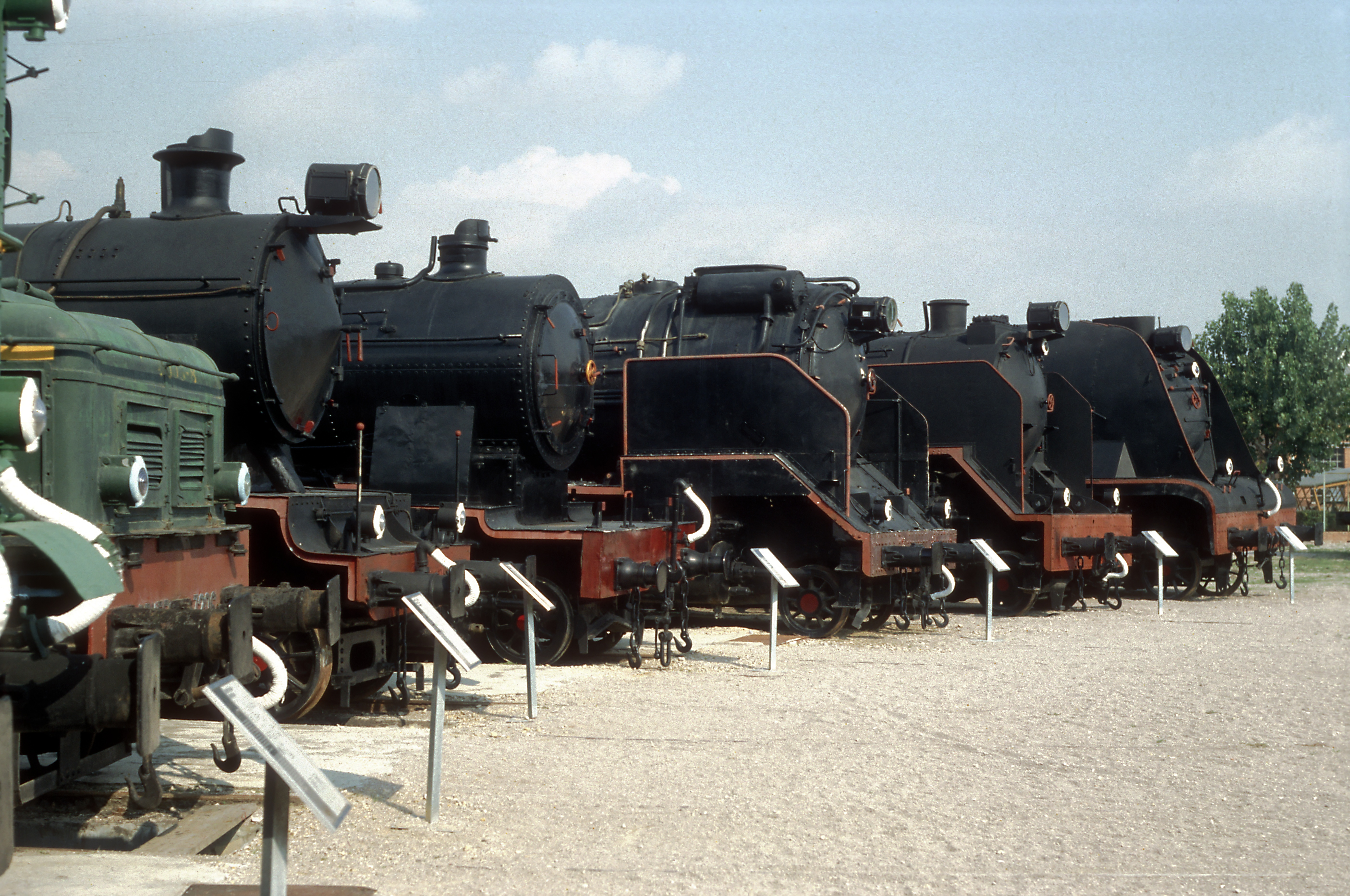
Imatge del Museu del Ferrocarril de Catalunya a Vilanova i la Geltrú.

La Locomotora de vapor 240-2135 "Mastodonte" és una locomotora fabricada per l'empresa Henschel & Sohn a Alemanya el 1913 i que es troba conservada actualment al Museu del Ferrocarril de Catalunya, amb el número de registre 00018 d'ençà que va ingressar el 1981, com una donació de la companyia MZA; posteriorment adquirida per Renfe.

## Història
Aquesta locomotora representa la transició cap a la moderna locomotora de vapor. De rodatge 2-4-0, "Mastodonte", fou la primera d'aquest tipus a circular per les línies espanyoles. Fou el primer esglaó d'un camí llarg i productiu que portaria a la construcció de més de 700 unitats de "Mastodontes", al llarg de més de gairebé quaranta anys. Va ser el tipus de locomotora més adient i característic dels ferrocarrils espanyols.
En el seu moment fou una locomotora avantguardista, concebuda per al remolc de trens de viatgers a la línia de Madrid a Andalusia, especialment per franquejar Despeñaperros. Malgrat aquesta concepció, les seves característiques la feien idònia per a mercaderies. Poc temps després serien destinades preferentment a aquests serveis a la mateixa línia, cosa que feu juntament amb serveis de rodalia fins a la seva baixa el 1968.

## Conservació
El seu estat de conservació és dolent. El 1991 es va sotmetre a una restauració integral de xapa i pintura.